# Schermo di Hess-Lancaster
La prova dello schermo di Hess-Lancaster o test rosso-verde di Hess-Lancaster è un esame che viene eseguito nell'ambito dell‘ortottica e dell'oftalmologia. Si tratta di un test binoculare, soggettivo, che valuta la motilità oculare nelle nove posizioni diagnostiche dello sguardo. Si esegue se si rilevano anomalie della motilità estrinseca oculare (strabismo).

## Storia
Il test prende il nome dal medico e neurofisiologo svizzero Walter Rudolf Hess, vincitore nel 1949 del premio Nobel per la medicina. Il test fu introdotto dallo studioso nel 1908 e negli anni subì diverse modificazioni, la più significativa delle quali ad per opera di Walter Brackett Lancaster, oftalmologo americano, nel 1939.

## Procedura
Il paziente indossa occhiali con una lente rossa a destra e una verde a sinistra. Il paziente siede a circa 1 metro da uno schermo quadrettato. L'esaminatore ha una luce rossa e la proietta sullo schermo (in genere viene proiettata una luce a forma di barretta). L'altra luce (verde) viene lasciata al paziente. Il paziente ha il compito di far combaciare la fonte luminosa rossa proiettata sullo schermo quadrettato con quella verde in suo possesso. L'esaminatore sposta più volte la luce sullo schermo e chiede al paziente di direzionare la seconda luce fino ad allinearla sopra la prima. 
Le lenti degli occhiali fungono da filtri e consentono la visione di un solo colore: il filtro rosso permette di vedere solo la luce rossa e quello verde unicamente la fonte luminosa verde. Successivamente l'esame si inverte in modo da poter esaminare l’occhio controlaterale. Prima dell’esecuzione del test, per almeno 30 minuti, viene applicata al paziente l'occlusione monoculare. Questa misura è vantaggiosa in quanto elimina in gran parte il meccanismo neurologico di “adattamento di vergenza”, che è presente nei pazienti con strabismo non concomitante, i quali sono spesso in grado di raggiungere la fusione in un'area limitata dello sguardo. 
Se gli assi visivi sono paralleli in tutte le direzioni dello sguardo, la luce rossa proiettata dall'esaminatore - abitualmente l'ortottista - (che il paziente vede con un occhio) e quella verde proiettata dal paziente (che percepisce con l'occhio controlaterale) coincidono. Se invece gli assi visivi non sono paralleli (questa è la causa della diplopia), il paziente vedrà le due luci sovrapposte solo proiettando la propria in un punto diverso, più o meno vicino a quello della luce dell'esaminatore. I punti indicati dal soggetto sottoposto al test sono riportati in un grafico, in scala ridotta, che riproduce lo schermo quadrettato. Se alla fine dell’esame, nel grafico viene rilevato un quadrato regolare, ciò significa che la motilità oculare del paziente è nella norma. Se invece il tracciato del paziente è alterato, ciò suggerisce una possibile paralisi o comunque una ridotta attività dei muscoli oculomotori. Inoltre se il tracciato che corrisponde all’occhio sano è di dimensioni decisamente maggiori rispetto a quelle dell’altro occhio, ciò suggerisce un tentativo di compenso da parte dell'occhio sano a una mancanza funzionale del controlaterale. 
L'esame può essere ripetuto a distanza di tempo e i grafici ottenuti possono essere confrontati, permettendo di seguire nel tempo l'evoluzione del processo patologico (per esempio una paralisi).

## Scopo
L'esame con schermo di Hess-Lancaster quantifica i disallineamenti concomitanti e non concomitanti. Il test valuta in modo accurato eventuali disallineamenti orizzontali e verticali (eterotropia, eteroforia) e disallineamenti torsionali (ciclotropia, cicloforia) in tutte e nove le posizioni diagnostiche dello sguardo. Il termine concomitanza sta a significare che in tutte le direzioni dello sguardo si registra il medesimo disallineamento. Un disallineamento non concomitante, cioè variabile nelle diverse direzioni dello sguardo, è tipicamente presente in pazienti con strabismo paralitico, meccanico o restrittivo (una forma di limitazione del movimento oculare di natura meccanica). Il test consente di determinare e quantificare accuratamente anche forme di eteroforia (strabismo latente).
Tra i dispositivi elettromedicali attualmente disponibili per la valutazione della diplopia, esistono anche sistemi computerizzati basati sul principio dello schermo di Hess-Lancaster. Questi sistemi generalmente utilizzano un proiettore ad alta risoluzione gestito da un computer; questo proiettore invia una serie di mire luminose di colore rosso e nello stesso tempo proietta un punto luminoso verde da sovrapporre alla mira: quest'ultimo punto assume la posizione che gli viene assegnata dal paziente che aziona un dispositivo di puntamento informatico (di solito un mouse o un dispositivo tipo joystick).